# Parque de Joan Reventós
El parque de Joan Reventós se encuentra en el Distrito de Sarriá-San Gervasio de Barcelona. Fue creado en 2008 con un proyecto de Bagursa (Barcelona Gestión Urbanística), e inaugurado el 17 de mayo de 2009. Está dedicado al político Joan Reventós (1927-2004), fundador del Partido de los Socialistas de Cataluña y presidente del Parlamento de Cataluña (1995-1999).

## Descripción
El parque se encuentra en el terreno de un antiguo torrente, la Riera de las Monjas —llamado así porque antiguamente el terreno era propiedad de las Monjas del Sagrado Corazón—, que bajaba desde la sierra de Collserola. Por ello, su nombre inicial fue Parque del Torrent de les Monges, aunque posteriormente fue cambiado en honor al político Joan Reventós, oriundo de Sarrià. Antes de su remodelación era un área forestal abandonada, que fue recuperada como zona verde para el barrio. Se mantuvieron algunos de los elementos arquitectónicos anteriormente existentes, como un puente que cruza el torrente, así como la mayor parte de la vegetación autóctona, principalmente pinos. Se colocó un sistema de drenaje de aguas pluviales, para canalizar el agua del antiguo torrente. El camino trazado por el torrente está recorrido por una calzada pavimentada que se eleva sobre el terreno, y que recorre de forma perimetral todo el parque, con un trazado sinuoso e irregular, con la vegetación en sus costados. En la parte alta del parque —la más ancha—, se sitúa una amplia explanada dedicada a juegos infantiles.